# Качим

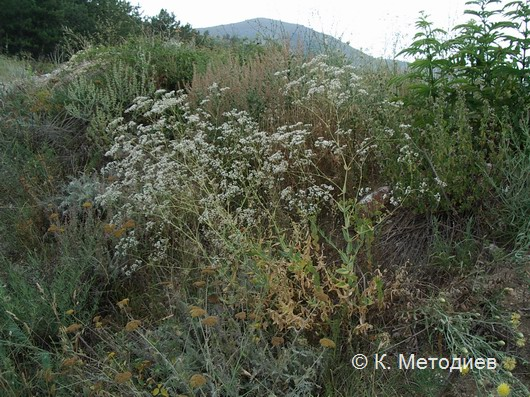

Качи́м, или Гипсолю́бка (перевод-калька латинского именования лат. Gypsóphila), — род цветковых растений семейства Гвоздичные (Caryophyllaceae). Многолетние или однолетние, часто сильно ветвистые травы, редко небольшие полукустарники. В цветоводстве часто используется транскрипция латинского родового названия Гипсофила.
Включает около 150 видов, произрастающих в Южной Европе, по берегам её Средиземноморской области и во внетропической Азии; известен один австралийский вид.

## Ботаническое описание
Однолетние или, чаще многолетние невысокие травянистые растения с сильно разветвлённым стеблем, с обилием прикорневых листьев и с мелкими цветами в развилистых полузонтиках, или дихазиях. Некоторые высокогорные («альпийские») виды являются не травами, а очень плотными и жёсткими деревянистыми растениями-подушками, обрастающими скалы нагорного и полугорного пояса гор Европы и Азии (таков, например, Gypsophila aretioides Boiss., часто встречающийся в Иране и сопредельных с ним горах Туркменистана).
Листья всегда цельные и простые, узкой формы — ланцетные, удлиненно-овальные или лопатчатые, иногда линейные.
Стебель сильно развит и у большинства многосторонне разветвлён, но все разветвления двуразвильчаты.
Цветки мелкие, белые, беловато-зелёные, розоватые и розовые, устроены по типу цветков семейства Гвоздичные. Чашечка колокольчатая, пятилопастная, почти перепончатая, с зелёной полоской посреди каждой доли; лепестки сужены к основанию. Тычинок 10.
Плод — одногнёздная многосемянная коробочка, шаровидная или яйцевидная, раскрывающаяся 4 створками; семена почковидно-округлые.
В России и сопредельных странах известно более 30 дикорастущих видов качима, преимущественно в южных областях, на Кавказе и в Средней Азии.
Один из них, качим стенной, или постенный, Gypsophila muralis L. — маленькое приземистое растеньице с бледно-розовыми цветами, встречается в Средней России очень часто и в огромных количествах как сорная трава между посевами, особенно во ржи; но это же самое растение разводится и в садах очень часто в качестве красивого, густо растущего декоративного вида для бордюров клумб и для узоров.
Другой вид, качим метельчатый, Gypsophila paniculata L., с широко раскинутой многоветвистой метёлкой множества цветков, чрезвычайно обильно растущий в южно-русских степях, образует в числе прочих так называемое «перекати-поле» — сбор гонимых ветром по гладкой и ровной степи увядших трав, принявших шарообразную форму после цветения. Корни этого, а также ряда других видов, содержащие до 20 % сапонинов, известны под названием белый мыльный корень и применяются для мытья шерсти и шёлка.

## В культуре

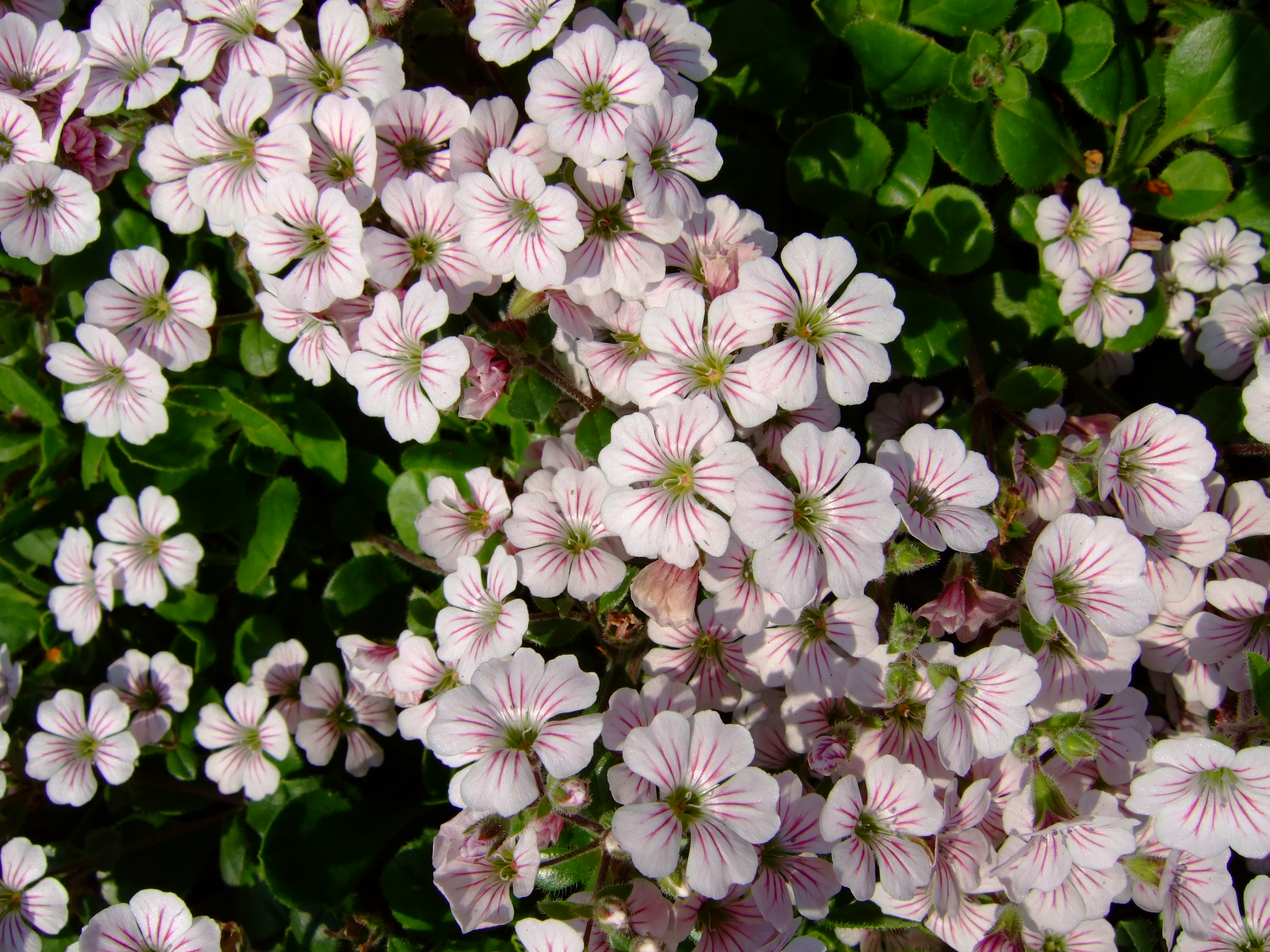

В садоводстве используется около 15 форм качима. Из них самые декоративные:
- Gypsophila elegans Bieb. — однолетний кавказский вид, до 50 см высоты; листья узкие, однонервные, цветки розово-красные, иногда белые, на длинных цветоножках
- Gypsophila floribunda Kar. et Kir. из Восточной Персии, слегка пушистое растение с узкими ланцетными листьями и розовыми цветами
- Gypsophila paniculata L. достигает в культуре высоты до 1 м
- серо-зелёное невысокое растение Gypsophila glauca Stev. с Кавказа
- альпийская Gypsophila repens L.
- кавказские Gypsophila trichotoma Wender. и
- Gypsophila acutifolia Fisch. — разводятся всего чаще, всего лучше семенами, которые сохраняют свою всхожесть до 2 лет, а прорастают в 1—2 недели
- Gypsophila struthium L., из Южной Европы и Северной Африки, содержит в корне сапонин (или струтиин) — вещество, ради которого корни этого вида употребляются при мытье шерсти.

Большинство видов и сортов, используемых в цветоводстве — многолетние растения. Из однолетников используются: Gypsophila elegans и песколюбочка постенная (Gypsophila muralis).
Месторасположение: освещённые участки, выносит лёгкое затенение. В присутствии близко расположенных грунтовых вод погибают.
Почва: предпочитают лёгкие супесчаные или суглинистые питательные, хорошо дренированные почвы, содержащие известь.
Уход: большинство видов и сортов морозостойки. Молодые растения на зиму лучше укрывать сухими листьями.
Болезни и вредители: серая гниль, головня, ржавчина, гниль основания стебля, желтуха, галловая и цистообразующая нематоды.
Размножение: семенами. Посев производят в апреле — мае в разводочные гряды. Осенью сеянцы пересаживают на постоянное место, с расчётом 2—3 растения на квадратный метр. Без пересадки многолетние виды на одном месте могут существовать до 25 лет. Махровые формы размножают черенками и прививкой. На черенки используют молодые весенние побеги, которые нарезают в мае — июне. Срок черенкования строго ограничен. Укореняемость качима по сравнению с другими культурами относительно низкая, поэтому за черенками необходим тщательный уход. Особое внимание надо обратить на полив, так как укореняющиеся черенки не переносят излишнюю сырость. Прививку черенков махровых форм делают весной врасщеп на корнях немахровых форм.
Использование:
- Срезка. Многие виды сохраняют свои декоративные качества и в засушенном виде.
- Для цветочного оформления в комбинациях с другими растениями, в групповых и одиночных посадках, миксбордерах[5].

## Классификация

### Таксономия
Gypsophila L., 1753, Sp. Pl.: 406
Род Качим относится к семейству Гвоздичные (Caryophyllaceae) порядка Гвоздичноцветные (Caryophyllales). Кладограмма в соответствии с Системой APG IV по состоянию на декабрь 2023 года:
|  |                                      |  |                                   |                                   |                      |  | ещё 40 семейств |              |              |                                                             |
|  |                                      |  |                                   |                                   |                      |  |                 |              |              | 152 подтвержденных вида и 40 видов, ожидающих подтверждения |
|  |                                      |  |                                   | порядок Гвоздичноцветные          |                      |  |                 |              | род Качим    |                                                             |
|  |                                      |  |                                   | порядок Гвоздичноцветные          |                      |  |                 |              | род Качим    |                                                             |
|  | отдел Цветковые, или Покрытосеменные |  |                                   |                                   | семейство Гвоздичные |  |                 |              |              |                                                             |
|  | отдел Цветковые, или Покрытосеменные |  |                                   |                                   |                      |  |                 |              |              |                                                             |
|  |                                      |  | ещё 63 порядка цветковых растений | ещё 63 порядка цветковых растений |                      |  |                 | еще 97 родов | еще 97 родов |                                                             |
|  |                                      |  |                                   | ещё 63 порядка цветковых растений |                      |  |                 |              | еще 97 родов |                                                             |

### Виды
Некоторые из них:
- Gypsophila acutifolia Steven ex Spreng. — Качим остролистный
- Gypsophila altissima L. — Качим высочайший
- Gypsophila aretioides Boiss. — Качим арециевидный
- Gypsophila davurica Turcz. ex Fenzl — Качим даурский
- Gypsophila elegans M.Bieb. — Качим изящный
- Gypsophila fastigiata L. — Качим верхушечный, или Качим пучковатый, или Гипсолюбка пучковатая
- Gypsophila glandulosa (Boiss.) Walp. — Качим желёзистый
- Gypsophila glomerata Pall. ex Adams — Качим скученный
- Gypsophila muralis L. — Качим постенный
- Gypsophila nana Bory & Chaub. — Качим низкий
- Gypsophila oldhamiana Miq. — Качим Олдхема
- Gypsophila pacifica Kom. — Качим тихоокеанский
- Gypsophila paniculata L. — Качим метельчатый
- Gypsophila perfoliata L. — Качим продырявленный, или Качим пронзённолистный, или Качим триждывильчатый
- Gypsophila repens L. typus[7] — Качим ползучий
- Gypsophila ruscifolia Boiss. — Качим иглицелистный
- Gypsophila scorzonerifolia Ser. — Качим козелецовидный
- Gypsophila sericea (Ser.) Krylov — Качим шелковистый
- Gypsophila silenoides Rupr. — Качим смолёвковидный
- Gypsophila tenuifolia M.Bieb. — Качим узколистный
- Gypsophila uralensis Less. — Качим уральский

Вид Качим волжский (Gypsophila volgensis) имеет статус неподтвержденного, ожидая уточнения таксономического положения.